# 우호문화재단
우호문화재단은 학술, 예술 등의 진흥을 위한 문화활동과 이의 연구, 조사, 개발, 창작 보급을 지원하고, 소외계층 복지 증진에 노력하며, 문화예술 등 각 분야에서 국가 발전에 기여할 수 있는 지도자를 육성함으로써 국가민족의 문화 창달에 기여하기 위하여 2007년 9월 14일 설립된 문화체육관광부 소관의 재단법인이다. 사무실은 서울 강남구 테헤란로333.[ 역삼동 705-18, 신도벤처타워] 15 층에 있다.

## 주요 업무
- 문화예술 진흥을 위한 연구, 조사, 개발, 보급사업
- 문화발전을 위한 행사 및 단체 지원 사업
- 소외계층을 위한 사회복지 증진 사업
- 국가발전에 필요한 인재육성 지원 사업 및 연구 조사 사업